# アレッサンドロ・メッリ
アレッサンドロ・メッリ（Alessandro Melli, 1969年12月11日 - ）は、イタリア・アグリジェント出身の元サッカー選手。主にパルマでプレー、1991年から1993年にかけてイタリア代表として召集され、2試合でプレーした。現役時代のポジションはフォワード。現在はパルマのチームマネジャーである。

## 経歴
1985年から1994年までパルマに在籍、通算294試合に出場73得点。1991-92年度のコッパイタリア決勝、ユベントスとの対戦では第2戦でゴールを決めてチームに初のメジャータイトルをもたらした。また1992-93年のUEFAカップウィナーズカップ決勝では決勝点を奪った。1990-91年度、1992-93年度には二桁ゴールを決める活躍で、1993年にはイタリア代表に選出され、ワールドカップ予選の2試合に出場した。
1994年にUCサンプドリアに移籍するも活躍出来ず、シーズン途中ルート・フリットとのトレードでACミランに移籍したが、殆ど起用されず、僅か6試合1ゴールに終わった。その後パルマへの復帰を経て、1997年から2000年までペルージャに在籍、中田英寿ともプレーした。
引退後の2001年からパルマのチームマネジャーを務めている。

## タイトル
パルマ
- UEFAカップウィナーズカップ：1992-93
- コッパ・イタリア : 1991-92
- コッパ・イタリア得点王 ：1991-92 (5ゴール)

ACミラン
- UEFAスーパーカップ : 1994

　イタリア U-21代表
- UEFA U-21欧州選手権 : 1992